# Лауэнбург (Эльба)
Лауэнбург (нем. Lauenburg, н.-нем. Loonborg) — город в Германии, в земле Шлезвиг-Гольштейн, в прошлом — столица герцогства Саксен-Лауэнбургского.
Входит в состав района Герцогство Лауэнбург. Население составляет 11 220 человек (на 31 декабря 2010 года). Занимает площадь 9,54 км². Официальный код — 01 0 53 083.